# Rabișa
Rabișa (în bulgară Рабиша) este un sat în partea de nord-vest a Bulgariei. Aparține de Obștina Belogradcik, Regiunea Vidin. Punct de acces spre Peștera Magura.

## Demografie
Componența etnică a satului Rabișa
     Bulgari (75,71%)
     Romi (20,71%)
     Nicio identificare (3,57%)
     Altele (0%)
La recensământul din 2011, populația satului Rabișa era de 280 locuitori. Din punct de vedere etnic, majoritatea locuitorilor (75,71%) erau bulgari, cu o minoritate de romi (20,71%). Pentru 3,57% din locuitori nu este cunoscută apartenența etnică.